# بورينجر إنجلهايم
بورينجر إنجلهايم هي واحدة من أكبر شركات الأدوية في العالم، وأكبر الشركات الخاصة. يقع مقرها الرئيسي في مدينة إنجلهايم الألمانية، وتعمل على مستوى العالم من خلال 146 شركة تابعة وأكثر من 47700 موظف. على عكس معظم شركات الأدوية الكبيرة المدرجة، فإن الشركة خاصة ومملوكة بالكامل لعائلات بوهرينجر و ليبريخت و فون باومبخت. 
مجالات اهتمام الشركة الرئيسية هي: أمراض الجهاز التنفسي، والتمثيل الغذائي، والمناعة، والأورام وأمراض الجهاز العصبي المركزي. بوهرينجر إنجلهيم، عضو كامل العضوية في الاتحاد الأوروبي للصناعات والجمعيات الصيدلانية ( EFPIA ). يصور شعار هذه الشركة للشركات صورة منمقة للقسم المركزي لقصر شارلمان الإمبراطوري.